# Roger Ruud
Roger Ruud (ur. 1 października 1958 w Hurdal) – norweski skoczek narciarski, startujący w latach 1977–1986. Zdobywca 2. miejsca w 30. Turnieju Czterech Skoczni (1981/1982) za Manfredem Deckertem. Najlepsze wyniki w Pucharze Świata osiągnął w sezonie 1980/1981, kiedy zajął drugie miejsce w klasyfikacji generalnej. Łącznie w karierze wygrał 9 indywidualnych konkursów PŚ. Zwyciężył w Turnieju Norweskim w 1979, Turnieju Szwajcarskim w 1980 i Turnieju Czeskim w 1981.

## Puchar Świata w skokach narciarskich

### Miejsca w klasyfikacji generalnej
- sezon 1979/1980: 14
- sezon 1980/1981: 2
- sezon 1981/1982: 8
- sezon 1982/1983: 20
- sezon 1983/1984: 45
- sezon 1984/1985: 23
- sezon 1985/1986: 68

### Miejsca na podium chronologicznie
1. Sankt Moritz (27 lutego 1980) - 1. miejsce,
2. Gstaad (29 lutego 1980) - 2. miejsce,
3. Oberstdorf (30 grudnia 1980) - 3. miejsce,
4. Harrachov (10 stycznia 1981) - 1. miejsce,
5. Liberec (11 stycznia 1981) - 1. miejsce,
6. Sankt Moritz (21 stycznia 1981) - 2. miejsce,
7. Gstaad (23 stycznia 1981) - 3. miejsce,
8. Chamonix (26 lutego 1981) - 1. miejsce,
9. St. Nizier (28 lutego 1981) - 1. miejsce,
10. Oslo (15 marca 1981) - 1. miejsce,
11. Baerum (17 marca 1981) - 3. miejsce,
12. Cortina d’Ampezzo (20 grudnia 1981) - 1. miejsce,
13. Garmisch-Partenkirchen (1 stycznia 1982) - 1. miejsce,
14. Innsbruck (3 stycznia 1982) - 3. miejsce,
15. Gstaad (28 stycznia 1983) - 2. miejsce,
16. Cortina d’Ampezzo (8 stycznia 1985) - 1. miejsce.

## Igrzyska Olimpijskie
- Indywidualnie
  - 1980 Lake Placid (USA) – 6. miejsce (duża skocznia), 13. miejsce (normalna skocznia)

## Mistrzostwa Świata
- Indywidualnie
  - 1982 Oslo (NOR) – 9. miejsce (normalna skocznia)
  - 1985 Seefeld (AUT) – 35. miejsce (normalna skocznia)